# Stapar
Stapar (ćir.: Стапар) je naselje u općini Sombor u Zapadnobačkom okrugu u Vojvodini.

## Stanovništvo
U naselju Stapar živi 3.720 stanovnika, od toga 3.009 punoljetnih stanovnika, a prosječna starost stanovništva iznosi 41,0 godina (38,8 kod muškaraca i 43,1 kod žena). U naselju ima 1.234 domaćinstva, a prosječan broj članova po domaćinstvu je 3,01.
Prema popisu iz 1991. godine u naselju je živjelo 3.795 stanovnika.
| Etnički sastav 2002. |            |        |
| Narod                | Stanovnika | %      |
| Srbi                 | 3.494      | 93,92% |
| Hrvati               | 50         | 1,34%  |
| Jugoslaveni          | 29         | 0,77%  |
| Romi                 | 27         | 0,72%  |
| Mađari               | 20         | 0,53%  |
| Bunjevci             | 10         | 0,26%  |
| Crnogorci            | 5          | 0,13%  |
| Slovenci             | 3          | 0,08%  |
| Muslimani            | 3          | 0,08%  |
| Rumunji              | 2          | 0,05%  |
| Makedonci            | 2          | 0,05%  |
| ostali               | 4          | 0,08%  |
| nepoznato            | 1          | 0,02%  |

| broj stanovnika | 4811  | 4925  | 4582  | 4242  | 3988  | 3795  | 3720  |
|                 | 1948. | 1953. | 1961. | 1971. | 1981. | 1991. | 2001. |

## Šport
Športska društva i klubovi koji ovdje djeluju su:
- nogomet: Hajduk
- stoni tenis: Gusar
- karate: Kiks

## Vanjske poveznice
- Karte, položaj vremenska prognoza[neaktivna poveznica]
- Satelitska snimka naselja  Arhivirana inačica izvorne stranice od 21. ožujka 2021. (Wayback Machine)